# Gershon Koffie
Gershon Koffie (* 25. August 1991 in Koforidua) ist ein ghanaischer Fußballspieler, der seit 2022 beim polnischen Zweitligisten Sandecja Nowy Sącz unter Vertrag steht.

## Verein
Koffie wurde neunjährig im Jahr 2000 bei Rot-Weiß Accra aufgenommen, einem Jugendfußball-Klub aus Accra, der auch von Rot-Weiss Essen unterstützt wird. Nach sechs Jahren bei RW Accra schloss er sich 2006 dem Inter Allies FC an, einem in Ho ansässigen Klub, der für seine Talentarbeit bekannt ist. Dort spielte Koffie von 2006 bis 2009 in der Reservemannschaft des Klubs in der dritthöchsten Spielklasse Ghanas. Ohne in Ghana höherklassig gespielt zu haben, begab sich der zentrale Mittelfeldspieler 2009 nach Europa und spielte mehrere Monate beim schwedischen Erstligisten Hammarby IF und anschließend in Dänemark bei Randers FC vor, erhielt aber keinen Vertrag.
Koffie wurde schließlich von Tom Soehn, Sportdirektor des kanadischen Klubs Vancouver Whitecaps, während einer Scoutingreise entdeckt. Am 3. September 2010 unterzeichnete Koffie einen Vertrag mit den Whitecaps, die zu diesem Zeitpunkt in der USSF Division 2 Professional League spielten und zur folgenden Saison in die Major League Soccer aufgenommen wurden. Koffie bestritt bis Saisonende noch zwei Ligapartien und war anschließend auch in allen vier Spielen der Meisterschafts-Play-offs für Vancouver im Einsatz, dabei erzielte er auch sein erstes Pflichtspieltor. Im Februar 2011 erhielt er gemeinsam mit dem Tansanier Nizar Khalfan von Cheftrainer Teitur Þórðarson einen Vertrag für die MLS. Þórðarson hob dabei insbesondere Koffies Fähigkeiten in der Balleroberung, sein Spielverständnis und seine körperlich robuste aber disziplinierte Spielweise hervor.

## Nationalmannschaft
Nachdem Koffie im Juli 2010 erstmals an einem Trainingslager der ghanaischen U-20-Nationalmannschaft teilgenommen hatte, wurde er von Juniorennationaltrainer Orlando Wellington im April 2011 für die U-20-Afrikameisterschaft 2011 nominiert. Dort kam er zu zwei Einsätzen, das ghanaische Team verpasste aber den Einzug ins Halbfinale und die damit verbundene Qualifikation für die Junioren-Fußballweltmeisterschaft 2011 in Kolumbien.

## Erfolge
- Canadian Championship-Sieger: 2015